# ケーン (クレーター)
ケーン (Kane) は、月の表側にあるクレーターであり、月の北部に位置する。北極海の北西航路開拓中に遭難したジョン・フランクリンの遠征隊（フランクリン遠征）の捜索を行い、フンボルト氷河を発見したアメリカの探検家、エリシャ・ケント・ケーンにちなんで名づけられた。
ケーンは氷の海の北東の端に位置しており、ケーンのすぐ南に氷の海が広がっている。ケーンの西にはクリスチャン・マイヤーが、ケーンの東にはデモクリトスが位置しており、ケーンはクリスチャン・マイヤーとデモクリトスとの間に位置している。ケーンの北北東にはモワニョー、ケーンの南西にはシープシャンクスが位置しており、ケーンの南南西に約180キロメートル、氷の海の洋上にはガレが位置している。
ケーンの内部は溶岩によって満たされており、ケーンの表面は平坦な地形をしている。ケーンの周壁は円に近い形状をしており、隕石の衝突などによって風化しているが、特に目立った特徴はない。また、ケーンに中心丘は存在せず、残骸も確認できない。ケーンの南側の周壁には隙間があり、ケーンの底面はケーンの南方に広がる氷の海に接続している。

## 従属クレーター
ケーンのごく近くにある小さな無名のクレーターについては、アルファベットを付加することによって識別される。
| 名称 | 月面緯度     | 月面経度     | 直径  |
| ---- | ------------ | ------------ | ----- |
| A    | 北緯 61.2 度 | 東経 27.0 度 | 5 km  |
| F    | 北緯 59.6 度 | 東経 23.1 度 | 7 km  |
| G    | 北緯 59.2 度 | 東経 25.3 度 | 10 km |